# Soccsksargen
Soccsksargen ([sokˈsardʒɛn]) je region na Filipínách. Rozkládá se na ostrově Mindanao – nejjižnějším z hlavních filipínských ostrovů, a to v jeho střední a jižní části. Jméno tohoto administrativního dílu Filipín je akronym. Slovo se skládá z prvních slabik či písmen názvů 4 provincií a 1 významného města v regionu: South Cotabato, Cotabato, Sultan Kudarat, Sarangani a General Santos City. Centrum regionu je město Koronadal. Rozloha regionu činí 22 786 km².
Dle sčítání obyvatelstva zde v roce 2015 žilo 4 545 276 osob.